# New Alexandria (Ohio)
Pour les articles homonymes, voir New Alexandria.
New Alexandria est un village américain situé dans le comté de Jefferson, dans l'Ohio. Selon le recensement de 2010, sa population est de 272 habitants.